# Таврійська міська рада
Таврі́йська міська́ ра́да — орган місцевого самоврядування у складі Новокаховської міської ради Херсонської області. Адміністративний центр — місто Таврійськ.

## Загальні відомості
- Таврійська міська рада утворена 2 березня 1983 року.
- Територія ради: 14,9 км²
- Населення ради: 12 858 осіб (станом на 2001 рік)
- Територією ради протікає річка Дніпро.

## Населені пункти
Міській раді підпорядковані населені пункти:
- м. Таврійськ
- с-ще Плодове

## Склад ради
Рада складається з 30 депутатів та голови.
- Голова ради: Різак Микола Іванович
- Секретар ради: Рудич Олександр Володимирович

### Керівний склад попередніх скликань
| ПІБ                   | Основні відомості                                                       | Дата обрання | Дата звільнення |
| --------------------- | ----------------------------------------------------------------------- | ------------ | --------------- |
| Різак Микола Іванович | Міський голова, 1958 року народження, освіта вища, безпартійний         | 26.03.2006   | 31.10.2010      |
| Різак Микола Іванович | Міський голова, 1958 року народження, освіта вища, член Партії регіонів | 31.10.2010   |                 |

Примітка: таблиця складена за даними джерела

### Депутати
За результатами місцевих виборів 2010 року депутатами ради стали:

#### За суб'єктами висування
| Суб'єкт висування                                       | Кількість обраних депутатів | %    |
| ------------------------------------------------------- | --------------------------- | ---- |
| Партія регіонів                                         | 20                          | 66,7 |
| Політична партія «Сильна Україна»                       | 4                           | 13,3 |
| Політична партія Всеукраїнське об'єднання «Батьківщина» | 3                           | 10   |
| Комуністична партія України                             | 2                           | 6,7  |
| Соціалістична партія України                            | 1                           | 3,3  |

#### За округами
| № округу                                                | Прізвище, ім'я, по батькові      | Дата визнання обраним | Освіта                    | Партійна приналежність                        | Відомості про обраного депутата                                            |
| ------------------------------------------------------- | -------------------------------- | --------------------- | ------------------------- | --------------------------------------------- | -------------------------------------------------------------------------- |
| Комуністична партія України                             |                                  |                       |                           |                                               |                                                                            |
| б/м                                                     | Зінченко Ірина Анатоліївна       | 04.11.2010            | Освіта середня            | член Комуністичної партії України             | Таврійський ДК, керівник вокалу                                            |
| 5                                                       | Корман Микола Йосипович          | 04.11.2010            | Освіта вища               | член Комуністичної партії України             | Таврійський міський ринок, директор                                        |
| Партія регіонів                                         |                                  |                       |                           |                                               |                                                                            |
| б/м                                                     | Рудич Олександр Володимирович    | 04.11.2010            | Освіта вища               | член Партії регіонів                          | Таврійська міська рада, секретар                                           |
| б/м                                                     | Болгарін Віктор Дем'янович       | 04.11.2010            | Освіта вища               | член Партії регіонів                          | каховська дистанція колії(ПЧ-16), начальник відділу                        |
| б/м                                                     | Мирутенко Микола Миколайович     | 04.11.2010            | Освіта вища               | позапартійний                                 | Одеська залізниця ст. Каховка, заступник начальника станції                |
| б/м                                                     | Бурьянова Світлана Миколаївна    | 04.11.2010            | Освіта вища               | позапартійна                                  | Дочірнє підприємство «Укррефтранс», фізична особа-підприємець              |
| б/м                                                     | Слобода Вікторія Анатоліївна     | 04.11.2010            | Освіта вища               | член Партії регіонів                          | приватний підприємець                                                      |
| б/м                                                     | Баранов Юрій Леонідович          | 04.11.2010            | Освіта середня            | позапартійний                                 | Каховське вагонне депо, старший майстер майстер                            |
| б/м                                                     | Мезенцев Микола Васильович       | 04.11.2010            | Освіта вища               | позапартійний                                 | загальноосвітня школа № 7, директор                                        |
| б/м                                                     | Асанов Сергій Миколайович        | 04.11.2010            | Освіта вища               | член Партії регіонів                          | Ново каховська філія Акціонерно комерційного банку «Банк Москви», директор |
| б/м                                                     | Сіренко Андрій Григорович        | 04.11.2010            | Освіта середня            | член Партії регіонів                          | Фірма Ескалада, охоронець                                                  |
| 1                                                       | Рева Юрій Олександрович          | 04.11.2010            | Освіта середня            | член Партії регіонів                          | фізична особа-підприємець                                                  |
| 2                                                       | Сапегін Володимир Володимирович  | 02.04.2012            | Освіта вища               | позапартійний                                 | Вагонне депо, майстер                                                      |
| 3                                                       | Чорний Євген Іванович            | 04.11.2010            | Освіта середня            | член Партії регіонів                          | Приватне акціонерне товариство «Завод крупних електричний машин», заточник |
| 4                                                       | Калінін Микола Іванович          | 02.04.2012            | Освіта середня спеціальна | позапартійний                                 | пенсіонер                                                                  |
| 6                                                       | Дмитренко Наталія Миколаївна     | 04.11.2010            | Освіта вища               | член Партії регіонів                          | ТОВ «Південмлин», начальник цеху                                           |
| 7                                                       | Юхимук Віра Володимирович        | 04.11.2010            | Освіта вища               | позапартійний                                 | Таврійський виконком, спеціаліст                                           |
| 8                                                       | Мошкіна Ольга Федорівна          | 04.11.2010            | Освіта середня            | член Партії регіонів                          | фізична особа-підприємець                                                  |
| 10                                                      | Хом'як Григорій Іванович         | 04.11.2010            | Освіта вища               | член Партії регіонів                          | Одеська залізниця ст. Каховка, начальник відділу                           |
| 11                                                      | Боделан Сергій Євгенович         | 04.11.2010            | Освіта середня            | член Партії регіонів                          | фізична особа-підприємець, директор                                        |
| 12                                                      | Скребовська Лариса Василівна     | 04.11.2010            | Освіта вища               | член Партії регіонів                          | Комунальне підприємство «Водоканал», технік                                |
| 14                                                      | Качан Анатолій Григорович        | 04.11.2010            | Освіта середня            | член Партії регіонів                          | Дочірнє підприємство «Укррефтранс», бригадир                               |
| Політична партія Всеукраїнське об'єднання «Батьківщина» |                                  |                       |                           |                                               |                                                                            |
| б/м                                                     | Нікуткін Геннадій Олександрович  | 04.11.2010            | Освіта вища               | член Всеукраїнського об'єднання «Батьківщина» | Таврійський виконком, керівник відділу прав споживачів                     |
| б/м                                                     | Чачарський Максим Анатолійович   | 04.11.2010            | Освіта вища               | член Всеукраїнського об'єднання «Батьківщина» | приватний підприємець                                                      |
| 9                                                       | Сушко Віктор Васильович          | 04.11.2010            | Освіта вища               | член Всеукраїнського об'єднання «Батьківщина» | ПП «Лагуна», директор                                                      |
| Політична партія «Сильна Україна»                       |                                  |                       |                           |                                               |                                                                            |
| б/м                                                     | Молчан Андрій Вікторович         | 04.11.2010            | Освіта вища               | член Політичної партії «Сильна Україна»       | Каховське вагонне депо, головний інженер                                   |
| б/м                                                     | Гончарова Тетяна Володимирівна   | 04.11.2010            | Освіта вища               | член Політичної партії «Сильна Україна»       | Таврійський міськвиконком, керуюча справами                                |
| 13                                                      | Перетятько Володимир Валерійович | 04.11.2010            | Освіта середня спеціальна | член Політичної партії «Сильна Україна»       | фізична особа-підприємець                                                  |
| 15                                                      | Ониськів Михайло Володимирович   | 14.11.2010            | Освіта вища               | член Політичної партії «Сильна Україна»       | Каховське вагонне депо, інженер приймання вагонів                          |
| Соціалістична партія України                            |                                  |                       |                           |                                               |                                                                            |
| б/м                                                     | Палига Сергій Іванович           | 04.11.2010            | Освіта вища               | член Соціалістичної партії України            | тимчасово не працює                                                        |